# Nikołaj Poppe
Nikołaj Nikołajewicz Poppe (ros. Николай Николаевич Поппе; ur. 27 lipca 1897 w Yantai, zm. 8 sierpnia 1991 w Seattle) – radziecki, a następnie emigracyjny lingwista i etnograf, wykładowca akademicki, publicysta, kolaboracyjny propagandysta podczas II wojny światowej.
Od 1899 przebywał w Rosji. W 1921 ukończył studia na wydziale mongolskim nauk społecznych uniwersytetu w Piotrogradzie. Jeszcze w czasie studiów zaczął nauczać w instytucie żywych języków wschodnich. Następnie pracował jako laborant w instytucie geografii. Od 1923 r. wykładał na uniwersytecie w Leningradzie, a także uczył w 2 miejscowych szkołach i muzeum azjatyckim, przekształconym w instytut wschodoznastwa Akademii Nauk ZSRR. W latach 1926–1932 brał udział w kilku ekspedycjach naukowych w Buriacji i Chinach, zbierając materiał naukowy do badań lingwistycznych i etnograficznych. W 1928 r. otrzymał tytuł profesora. Od 1931 r. stał na czele oddziału badań mongolskich instytutu wschodoznastwa Akademii Nauk ZSRR. W 1933 r. został członkiem Akademii Nauk ZSRR. Po wybuchu wojny z Finlandią jesienią 1939 r., został zmobilizowany do Armii Czerwonej. Po zakończeniu konfliktu zbrojnego wiosną 1940 r., odszedł do rezerwy. Zamieszkał w Ułan Ude, wchodząc w skład rady naukowej państwowego instytutu języka, literatury i historii. Po ataku wojsk niemieckich na ZSRR 22 czerwca 1941 r., został ewakuowany do Elisty, gdzie nauczał języka rosyjskiego i kałmuckiego w instytucie kałmuckim. Pod koniec lipca 1942 r. przybył do Karaczajewska. Po zajęciu miasta przez Niemców podjął kolaborację z okupantami. W 1943 r. wyjechał do III Rzeszy, gdzie pracował w Instytucie Wannsee. Następnie zaczął nauczać języki mongolski i turecki na uniwersytecie w Berlinie. Od stycznia 1944 r. pracował w instytucie Azji Wschodniej. Po zakończeniu wojny przez kilka lat ukrywał się przed Sowietami. W 1949 r. wyemigrował do USA, gdzie został profesorem na wydziale Dalekiego Wschodu uniwersytetu stanowego w Waszyngtonie. W 1968 r. zaczął wykładać na uniwersytecie w Bonn. Był też zagranicznym członkiem Fińskiej Akademii Nauk. Napisał wiele artykułów, recenzji i prac naukowych dotyczących lingwistyki i etnografii ludów wschodnich.